# Finale de la Copa América 2019
La finale de la Copa América 2019 est le match concluant la 46e édition de la Copa América, organisée par la CONMEBOL. 
Inédite, celle-ci met aux prises les équipes du Brésil et du Pérou, le dimanche 7 juillet 2019, au Stade Maracanã de Rio de Janeiro au Brésil. Au terme de la rencontre, les Brésiliens s'imposent par trois buts à un et remportent leur 9e titre de la compétition, trente ans après leur dernier sacre à domicile.

## Avant-match

### Antécédents en Copa América
Le Brésil dispute sa douzième finale de Copa América et a remporté la compétition à huit reprises: quatre à domicile (1919, 1922, 1949 et 1989) et quatre à l'extérieur (1997, 1999, 2004, 2007) portant à huit le nombre de titres obtenus. Le Pérou, en revanche, retrouve la finale 44 ans après sa victoire en 1975. À noter que les Péruviens ont également été sacrés en 1939, mais dans un système toutes rondes.
Les deux pays se sont déjà affrontés à dix-huit reprises en Copa América avec une nette supériorité pour la Canarinha qui s'est imposée douze fois pour trois victoires des Incas et trois nuls. Parmi les rencontres les plus marquantes, figure le 7-0 que le Brésil endossa au Pérou en demi-finales de la Copa América 1997 - qui constitue le record de la défaite la plus large des Péruviens. Néanmoins, le Pérou peut se targuer d'avoir battu le Brésil sur son propre terrain à l'occasion des demi-finales de la Copa América 1975 (victoire 3-1). 
La dernière opposition s'est produite lors de la phase de groupes de ce tournoi, puisque les deux pays se sont retrouvés dans le groupe A (voir ci-dessous). La confrontation a tourné en faveur du Brésil, qui s'est imposé par cinq buts à zéro.

### Finales jouées
- En gras, finales gagnées
- En italique, finales disputées à domicile
- En gras et italique, finales gagnées à domicile

| Équipe | Finales jouées antérieurement |
| ------ | --- |
| Brésil | 1919, 1921 (TTR), 1922, 1925 (TTR), 1937, 1945 (TTR), 1946 (TTR), 1949, 1953, 1957 (TTR), 1959 (TTR), 1983, 1989 (TTR), 1991 (TTR), 1995, 1997, 1999, 2004, 2007 |
| Pérou  | 1939 (TTR), 1975 |

## Parcours des équipes
Note : dans les résultats ci-dessous, le score du finaliste est toujours donné en premier.
| Rang | Équipe    | Pts | J | G | N | P | Bp | Bc | Diff |
| ---- | --------- | --- | - | - | - | - | -- | -- | ---- |
| 1    | Brésil    | 7   | 3 | 2 | 1 | 0 | 8  | 0  | +8   |
| 2    | Venezuela | 5   | 3 | 1 | 2 | 0 | 3  | 1  | +2   |
| 3    | Pérou     | 4   | 3 | 1 | 1 | 1 | 3  | 6  | -3   |
| 4    | Bolivie   | 0   | 3 | 0 | 0 | 3 | 2  | 9  | -7   |

| Rang | Équipe    | Pts | J | G | N | P | Bp | Bc | Diff |
| ---- | --------- | --- | - | - | - | - | -- | -- | ---- |
| 1    | Brésil    | 7   | 3 | 2 | 1 | 0 | 8  | 0  | +8   |
| 2    | Venezuela | 5   | 3 | 1 | 2 | 0 | 3  | 1  | +2   |
| 3    | Pérou     | 4   | 3 | 1 | 1 | 1 | 3  | 6  | -3   |
| 4    | Bolivie   | 0   | 3 | 0 | 0 | 3 | 2  | 9  | -7   |

## Match

### Résumé du match
Le Brésil ouvre rapidement le score par l'intermédiaire d'Everton et contrôle globalement la 1re mi-temps avant qu'un pénalty transformé par Paolo Guerrero à la 44e min ne redonne le sourire aux siens. Néanmoins, un deuxième but brésilien avant la fin de la mi-temps, œuvre de Gabriel Jesus, douche les espoirs des visiteurs. 
Le Brésil se crée plusieurs occasions de retour des vestiaires mais l'expulsion de Gabriel Jesus sur une faute sur Carlos Zambrano à la 70e min change la donne et voit les Péruviens se lancer à l'assaut du but brésilien. Les Cariocas résistent avant qu'un pénalty discutable - sifflé par l'arbitre Roberto Tobar et transformé par Richarlison, entré en cours de jeu - ne leur donne l'avantage définitif.

### Feuille de match
| Match 26                            | Brésil                                                                              | 3 - 1   | Pérou               | Stade Maracanã, Rio de Janeiro                 |                                                |
| 7 juillet 2019 17:00 (heure locale) | (Gabriel Jesus ) Everton 15e · (Arthur ) Gabriel Jesus 45e · Richarlison 90e (pen.) | (2 - 1) | 44e (pen.) Guerrero | Spectateurs : 58 584 Arbitrage : Roberto Tobar | Spectateurs : 58 584 Arbitrage : Roberto Tobar |
| 7 juillet 2019 17:00 (heure locale) | Rapport                                                                             |         |                     | Spectateurs : 58 584 Arbitrage : Roberto Tobar | Spectateurs : 58 584 Arbitrage : Roberto Tobar |

| Brésil | Pérou |

| Brésil :        |    |                   |          |       |
|                 |    |                   |          |       |
| Gardien de but  | 1  | Alisson Becker    |          |       |
|                 | 2  | Thiago Silva      | 53e      |       |
|                 | 4  | Marquinhos        |          |       |
|                 | 12 | Alex Sandro       |          |       |
|                 | 13 | Dani Alves        |          |       |
|                 | 5  | Casemiro          |          |       |
|                 | 8  | Arthur            |          |       |
|                 | 11 | Philippe Coutinho |          | 77e   |
|                 | 9  | Gabriel Jesus     | 30e, 70e |       |
|                 | 19 | Everton           |          | 90+3e |
|                 | 23 | Roberto Firmino   |          | 75e   |
| Remplaçants :   |    |                   |          |       |
|                 | 21 | Richarlison       | 90+1e    | 75e   |
|                 | 15 | Éder Militão      |          | 77e   |
|                 | 18 | Allan             |          | 90+3e |
| Sélectionneur : |    |                   |          |       |
| Tite            |    |                   |          |       |

| Pérou :         |    |                     |     |     |
|                 |    |                     |     |     |
| Gardien de but  | 1  | Pedro Gallese       |     |     |
|                 | 2  | Luis Abram          |     |     |
|                 | 6  | Miguel Trauco       |     |     |
|                 | 15 | Carlos Zambrano     | 68e |     |
|                 | 17 | Luis Advíncula      | 84e |     |
|                 | 8  | Christian Cueva     |     |     |
|                 | 13 | Renato Tapia        | 49e | 82e |
|                 | 19 | Yoshimar Yotún      |     | 78e |
|                 | 20 | Edison Flores       |     |     |
|                 | 9  | Paolo Guerrero      |     |     |
|                 | 18 | André Carrillo      |     | 86e |
| Remplaçants :   |    |                     |     |     |
|                 | 11 | Raúl Ruidíaz        |     | 78e |
|                 | 15 | Christofer Gonzales |     | 82e |
|                 | 18 | Andy Polo           |     | 86e |
| Sélectionneur : |    |                     |     |     |
| Ricardo Gareca  |    |                     |     |     |

| Assistants : Christian Schiemann Claudio Ríos Quatrième arbitre : Alexis Herrera Arbitres VAR : Julio Bascuñán Nicolás Gallo Alexander Guzmán Homme du match : Everton |

## Statistiques
| Statistique         | Brésil | Pérou |
| ------------------- | ------ | ----- |
| Buts                | 3      | 1     |
| Tirs                | 12     | 7     |
| Tirs cadrés         | 3      | 2     |
| Arrêts              | 1      | 0     |
| Possession de balle | 54%    | 46%   |
| Corners             | 3      | 4     |
| Fautes commises     | 25     | 21    |
| Hors-jeux           | 0      | 0     |
| Cartons jaunes      | 2      | 3     |
| Cartons rouges      | 1      | 0     |